# بلدة بيري
بيري هي بلدة تقع في مدينة مانشستر الكبرى في انجلترا. تقع بيري على نهر ارول على بعد 5.5 ميل شرق بولتون و 5.9 ميل جنوب غرب روتشدايل و 7.9 شمال غرب مدينة مانشستر. 
وتحيط ببلدة بيري مجموعة من التجمعات السكنية والتي تتبع بلدة بيري اداريا. تاريخيا تتبع بيري للانكشير وقد تم انشائها خلال الثورة الصناعية كمركز لصناعة الاقمشة. وتشتهر بيري بسوقها المفتوح في الهواء الطلق وزادت هذه الشهرة بانشاء ترام مانشستر الذي ينتهي في البلدة. ويشتهر السوق بتقديم طبق الحلوى المحلي المعروف باسم بلاك بودنغ. وأحد أشهر أبناء بيري هو السير روبرت بيل وهو رئيس وزراء بريطانيا سابقا ومؤسس الشرطة المحلية ومؤسس حزب المحافظين. ويوجد نصب تذكاري للسير بيل خارج كنيسة بيري ونصب اخر على تلة مشرفة على البلدة. 

## التسمية
اسم بيري اتى من كلمة في الإنجليزية القديمة بمعنى القلعة أو الحصن.

## الجغرافيا
الصيف في بيري اقل الفصول سقوطا للامطار. ونادرا ما تصل درجة الحرارة في بيري إلى 30 درجة مئوية وذلك بسبب الرياح الشمالية الشرقية القادمة من المحيط. ففي الصيف يكون الجو دافئ وتتعرض بيري لكثير من الشمس. اما في الشتاء فيكون الجو باردا لكن درجات الحرارة نادرا ما تهبط ما دون الصفر من شهر ديسمبر إلى شهر مارس. ونادرا ما ترى أي ظروف جوية قاسية في بيري مثل الفياضانات كونها منطقة مرتفعة وتحدث الفياضانات في رامزبوتوم. وتحدث العواصف الرعدية في بداية الصيف مع كثيرا من الأمطار.

## المناطق الجذب
- متحف بيري للفنون وهو يضم مجموعة رنغلي للرسومات وتشمل أعمال تيرنير وكوكس ودي ونت.
- قلعة بيري وهي عبارة عن بيت محصن تم بنائه في منتصف القرن الثالث عشر بواسطة السير توماس بيلنغتون وهو الآن محمي كمعلم قديم وقد تم افتتاحه للجمهور عام 2000.
- كنيسة بيري التي تقع في مركز البلدة.
- سوق بيري ذو الشهرة العالمية والذي يقع في موقعه منذ حوالي 600 سنة حيث حصل السوق على الترخيص عام 1444. في عام 2006 تم اختيار سوق بيري كسوق العام في بريطانيا من بين 1150 من قبل الجمعية الوطنية البريطانية للأسواق. وايضا تم اختياره عام 2008 كافضل أربعة أسواق للاطعمة والمنتجات الزراعية.
- كاسل ستيدز وهو حصن قديم ومعلم مسجل.
- برج بيل على تلة هاركلز في رامزبوتوم. وقد بني البرج كنصب للسير روبرت بيل رئيس وزراء بريطانيا والمولود في بيري. ويتسلق المئات من الناس البرج سنويا.
- سكة حديد لانكشير الشرقية وهي سكة قديمة كانت تربط البلدة بهيود ورامزبوتوم وراوتينزتول. وتقع في شارع بيري-بولتون، وتعتبر بيري مركزا للكثير من التماثيل والفنون.
- نصب السير روبرت بيل الذي صممه ادوارد هودجز بيلي عام 1851 يقع في مركز المدينة.

## التعليم
مدرسة ديربي الثانوية هي إحدى مدارس بيري الشاملة والتي تم افتتاحها سنة 1959 ويرعاها ايرل ديربي.

## الكليات
- كلية بيري وكانت سابقا تسمى كلية بيري للكتنولوجيا.
- مدرسة بيري للنحوو التي انشئت عام 1634.
- كلية هولي كروس وكانت تسمى سابقا مدرسة دير بيري للنحو.

### اما المدارس الثانوية فتضم
- سينت جابريل الثانوية.
- ثانوية وودهي.
- مدرسة توتنتون الثانوية.
- مدرسة برود اوك الثانوية.
- مدرسة بيري للنحو (مستقلة).
- مدرسة ديربي الثانوية.
- مدرسة التون الثانوية.